# Nano SKS 2500
Nano SKS 2500 (SKS 2500) је био преносиви рачунар, производ фирме Nano који је почео да се израђује у Немачкој током 1982. године.
Користио је Zilog Z80 A као централни микропроцесор а РАМ меморија рачунара SKS 2500 је имала капацитет од 64 KB (до 256 KB). Као оперативни систем кориштен је CP/M или Oasis (сада познат као Theos) или MERCURE (?).

## Детаљни подаци
Детаљнији подаци о рачунару SKS 2500 су дати у табели испод.
|                       | |
| 2500                  | |
| Произвођач            | |
| Тип                   | преносиви рачунар |
| Меморија              | 64 (до 256 ) |
| Поријекло             | Немачка |
| Година                | 1982 |
| Тастатура             | Тастатура са пуним помаком тастера са нумеричком тастатуром, и функцијски тастери                                                           |
| Процесор              | |
| Фреквенција процесора | 4 |
| RAM                   | 64 (до 256 ) |
| ROM                   | непознато |
| Текст                 | од 40 x 12 до 132 x 43 |
| Графика               | блок графика (сваки знак је био 2x3 или 2x4 блок, зависно од видео режима, са битовима укљученим или искљученим, зависно од кодова знакова) |
| Боја                  | једна боја |
| Звук                  | непознато |
| Димензије             | непознато |
| Портови               | |
| Оперативни систем     | или (сада познат као ) или (?) |